# Новокузнецкий государственный институт усовершенствования врачей
Новокузнецкий государственный институт усовершенствования врачей - филиал федерального государственного бюджетного образовательного учреждения дополнительного профессионального образования «Российская медицинская академия непрерывного профессионального образования» Министерства здравоохранения Российской Федерации — учебное заведение в Новокузнецке.

## История
Вопрос об открытии в Томске института для усовершенствования врачей возник в 1925 году. В это время по инициативе и при поддержке ведущих ученых медиков Томского университета (М.Г. Курлова, Н.И. Горизонтова, А.А. Колена, П.В. Бутягина, В.М. Мыша, А.А. Боголепова и др.) была проведена большая работа по организации и открытию на базе медицинского факультета Томского университета института для усовершенствования врачей. Заняться вопросами проектирования будущего института было предложено заместителю декана медфака, ассистенту терапевтической клиники Борису Яковлевичу Жодзишскому. Также ему предстояло составить проект учебного плана и обучающих курсов, которые на начальном этапе получили название «повторительных курсов».
21 июня 1927 года в г. Москве Совнарком РСФСР принимает решение об открытии «с 1/X-27г. Государственного Клинического Института для усовершенствования врачей в гор. Томске, с принятием содержания его на госбюджет». (протокол № 51 от 21-го июня 1927 года заседания малого Совета Народных Комиссаров РСФСР).
Указанная дата 1 октября 1927 года считается датой «рождения» ГИДУВа. Это был третий по счету в стране институт для усовершенствования врачей после Петербургского (1885 г.) и Казанского (1920г.)
Первым директором института был заведующий Западносибирским краевым отделом здравоохранения Михаил  Баранов, основная работа которого была в Новосибирске. Первым заместителем стал Б.Я. Жодзишский. В 1928 году заведующим Запсибкрайздравом и директором института усовершенствования врачей назначили Максима Тракмана. В 1931 г институт был переведен из г. Томска в г. Новосибирск. В 1932 году на должность директора был назначен Исаак Лившиц.
1935 году на базе института усовершенствования врачей открылся Новосибирский медицинский институт. В 1936 году состоялся первый прием на первый курс института.
С целью повышения уровня медицинской помощи металлургам и шахтерам Кузбасса в 1951 году состоялся перевод ГИДУВа в индустриальный город Сталинск, переименованный в 1961 году в город Новокузнецк. На Кузнецкой земле произошло второе рождение института для усовершенствования врачей.  Институт разместился в частично отремонтированном корпусе бывшего пехотного училища по адресу: Ворошиловское шоссе, 3. К моменту перевода институт имел в своем составе 25 кафедр, 16 профессоров, 70 доцентов и ассистентов.
Переезд института из г. Новосибирска возглавил доцент Георгий Шиков, сменивший на посту директора профессора Григория Залесского, который с 1947 года одновременно возглавлял Новосибирский мединститут. Г.Т. Шиков возглавлял ГИДУВ дважды: с 1937 по 1947гг. и 1951 по 1953гг.
С 1953 по 1956 гг. директором института был профессор Александр Аравийский, дерматовенеролог. В период с 1956 по 1972 гг. (16 лет) институт возглавлял офтальмолог профессор Геннадий Старков. Его сподвижниками в те годы были член-корр. АМН СССР, профессор, заслуженный деятель науки В.А. Пулькис, профессор Г.М. Шершевский (ученик академика А.Л. Мясникова), профессор Б.И. Фукс (ученик академика, заслуженного деятеля науки В.М. Мыша), профессор Л.Г. Школьников, ученый-новатор, основатель славной школы травматологов и ортопедов, профессор О.И. Шершевская (ученица профессора А.А. Колена, ставшего директором Института глазных болезней им. Гельмгольца в Москве) и многие другие. Под руководством заслуженного деятеля науки, профессора А.И. Осна в институте создаются новые направления медицины: нейротравматология и нейроортопедия, под его руководством открывается кафедра нейрохирургии.   
С 1972 по 1984 г. (12 лет) институтом руководил профессор Иван Витюгов, участник Великой Отечественной войны, прошедший путь от клинического ординатора до профессора, заведующего кафедрой травматологии и ортопедии. В это время в институте работали:  организатор здравоохранения профессор М.Н. Цинкер; профессор, талантливый терапевт И.Б. Гордон; заслуженный деятель науки, профессор Г.А. Гольдберг; профессор, заведующая кафедрой инфекционных болезней Э.М. Осна.
Формированию новых крупных научных направлений и школ, в которых Новокузнецкий ГИДУВ стал известным научным Центром страны, способствовало создание в 1972 году Центральной научно-исследовательской лаборатории (ЦНИЛ). В разные годы лабораторией заведовали видные ученые: профессор, академик РАН Ю.П. Никитин, член-корр. РАЕН, профессор Н.А. Зорин.
В 1977 году (в год 50-летия института) Указом Президиума Верховного Совета СССР за заслуги в развитии здравоохранения и подготовку высококвалифицированных кадров Новокузнецкий государственный институт усовершенствования врачей был награжден орденом Трудового Красного Знамени.
С 1984 г. (в течение 23 лет) ректором ГИДУВа был заслуженный деятель науки РФ Анатолий Луцик, прошедший путь от аспиранта до профессора и заведующего кафедрой нейрохирургии. Многие годы он возглавлял клинику нейрохирургии, где были разработаны оригинальные оперативные методики по лечению заболеваний позвоночника и спинного мозга, нашедшие широкое распространение во многих нейрохирургических отделениях страны.
В 2007 г. ректором института был избран профессор кафедры офтальмологии Анатолий Колбаско. Под его руководством была организована серия научных экспедиций в Республику Алтай для изучения здоровья местного населения. По результатам исследований были защищены 6 докторских и 18 кандидатских диссертаций.
В 2016 году в соответствии с приказом Министерства здравоохранения Российской Федерации № 303 от 18 мая 2016 г. «О реорганизации федеральных государственных бюджетных учреждений, подведомственных Министерству здравоохранения Российской Федерации», НГИУВ стал филиалом ФГБОУ ДПО РМАНПО Минздрава России г. Москва.
С января 2021 года и по январь 2024 года институтом руководил д-р.мед.наук, доцент Кан Сергей Людовикович, заведующий кафедрой анестезиологии и реаниматологии.
С января 2024 года исполняет обязанности директора института д.м.н., доцент Алексеева Наталья Сергеевна, заведующая кафедрой общей врачебной практики и поликлинической терапии.
За особые заслуги перед Кузбассом имена преподавателей увековечены в названиях клиник города Новокузнецка: в 2020 году Кузбасской детской клинической больнице присвоено имя профессора Ю.Е. Малаховского; Новокузнецкая городская клиническая больница № 29 носит имя профессора А.А. Луцика.
Мемориальные доски на зданиях установлены в честь профессора, заведующего кафедрой хирургии Э.М. Перкина; профессора, заведующего кафедрой педиатрии и неонатологии Ю.Е. Малаховского; доцента кафедры лечебной физкультуры и физиотерапии Г.Е. Егорова.
Этапы развития института
1. 1927 г. – на заседании малого Совета Народных Комиссаров РСФСР принято решение: «Открыть с 1/Х - 27 г. Государственный Клинический Институт для усовершенствования врачей в гор. Томске, с принятием содержания его на госбюджет»      
2. 1931 г. – перевод ГИДУВа в г. Новосибирск
3. 1935 г. – открытие на базе ГИДУВа Новосибирского государственного медицинского института
4. 1951 г. – перевод ГИДУВа в г. Сталинск (в 1961 г. переименован в г. Новокузнецк)
5. 1957 г. – перевод клинических кафедр  ГИДУВа в новый корпус ГКБ №1
6. 1972 г. – организована Центральная научно-исследовательская лаборатория (ЦНИЛ)
7. 1977 г. – награждение Новокузнецкого ГИДУВа орденом Трудового Красного Знамени: «За заслуги в развитии здравоохранения и подготовке высококвалифицированных кадров» (Указ Президиума Верховного Совета СССР от 21 июля 1977 г.)
8. 1985 г. – введение в эксплуатацию здания общежития ГИДУВа на ул. Сеченова 17а
9. 2016 г. – реорганизация института в НГИУВ-филиал ФГБОУ ДПО РМАНПО Минздрава России г. Москва
10. 2019 г. - создание на базе института мультипрофильного аккредитационно-симуляционного центра (МАСЦ) для аккредитации специалистов
Важным шагом на пути совершенствования последипломного медицинского образования в России стало объединение в 2016 году федеральных учреждений этого профиля. Впервые в стране было организовано мощное образовательное учреждение – Российская медицинская академия непрерывного профессионального образования (РМАНПО) в г. Москва с четырьмя филиалами в городах: Казань, Пенза, Новокузнецк и Иркутск.

## Структура
- Медико-диагностический
  - Кафедра гигиены, эпидемиологии и здорового образа жизни
  - Кафедра клинической лабораторной диагностики
  - Кафедра лучевой диагностики
  - Кафедра медицинской кибернетики и информатики
  - Кафедра микробиологии
  - Кафедра патологической анатомии и судебной медицины
  - Кафедра организации здравоохранения и общественного здоровья
  - Кафедра фармации
  - Кафедра функциональной диагностики
- Терапевтический факультет
  - Кафедра дерматовенерологии и косметологии
  - Кафедра инфекционных болезней
  - Кафедра кардиологии
  - Кафедра клинической и медико-социальной экспертизы
  - Кафедра лечебной физкультуры и физиотерапии
  - Кафедра неврологии, мануальной терапии и рефлексотерапии
  - Кафедра общей врачебной практики и поликлинической терапии
  - Кафедра педиатрии и неонатологии
  - Кафедра профпатологии
  - Кафедра психиатрии, психотерапии и наркологии
  - Кафедра медицинской реабилитации
  - Кафедра скорой медицинской помощи
  - Кафедра терапии
  - Кафедра  фтизиопульмонологии
  - Кафедра эндокринологии и диабетологии
- Хирургический факультет
  - Кафедра акушерства и гинекологии
  - Кафедра анестезиологии и реаниматологии
  - Кафедра нейрохирургии
  - Кафедра онкологии
  - Кафедра ортопедической стоматологии и ортодонтии
  - Кафедра оториноларингологии им. проф. А.Н. Зимина
  - Кафедра офтальмологи
  - Кафедра травматологии и ортопедии
  - Кафедра хирургии, урологии, эндоскопии и детской хирургии
  - Кафедра челюстно-лицевой хирургии и стоматологии общей практики
- Лаборатория молекулярной биологии
- Лаборатория патологической анатомии
- Научно-медицинская библиотека
- Мультипрофильный аккредитационно-симуляционный центр